# Aderus angusticollis
Aderus angusticollis es una especie de coleóptero de la familia Aderidae. Fue descrita científicamente por Maurice Pic en 1904.

## Distribución geográfica
Habita en Madagascar.